# Dale Barnhart
Dale Barnhart est un artiste de layout américain ayant travaillé pour les studios Disney puis plusieurs studios.

## Filmographie
- 1961 : Les 101 Dalmatiens
- 1961 : Dingo fait de la natation
- 1962 : A Symposium on Popular Songs
- 1963 : Merlin l'Enchanteur
- 1966 : Winnie l'ourson et l'Arbre à miel
- 1967 : Le Livre de la jungle
- 1968 : Winnie l'ourson dans le vent
- 1970 : Harlem Globetrotters
- 1977 : Les Aventures de Winnie l'ourson